# Михалакева къща
Михалакевата къща (на албански: Banesa e Mihallaq Ziçishtit) е възрожденска къща в деволското село Зичища, Република Албания. На 16 февруари 1979 година е обявена за архитектурен паметник на Албания.

## Описание
Къщата е принадлежала на генерал Михалак Зичищи (1921 – 1994). В 1979 година е обявена за паметник на културата. По-късно конструкцията на къщата е нарушена, тъй като вторият етаж е съборен и преустроен в тераса.